# Velódromo Paolo Borsellino
O Velódromo Paolo Borsellino (em italiano: Velodromo Paolo Borsellino) é um estádio de usos múltiplos em Palermo, Itália, localizado no bairro Zen da cidade, e na atualidade alberga o clube de futebol americano local de tiburones de Palermo e o clube de rugby Palermo Rugby 2005. Leva o nome do magistrado de Palermo e vítima da Máfia Paolo Borsellino. O lugar, que originalmente se pensou como um velódromo que também poderia servir como um estádio de usos múltiplos, se completou em 1991, e foi sede do Campeonato Mundial de Ciclismo em Pista de 1994, celebrado em Palermo. O lugar foi utilizado sucessivamente pelo clube de futebol Città di Palermo no final de 1990, devido à falta de disponibilidade da sua sede habitual, o Estádio La Favorita.